# Тамабек
Тамабе́к (каз. Тамабек) — аул у складі Таласького району Жамбильської області Казахстану. Входить до складу Шакіровського сільського округу.
Населення — 479 осіб (2021; 843 у 2009, 473 у 1999, 542 у 1989).
До 2022 року село називалось Амангельди.

## Уродженці
- Сабріе Сеутова (1953—1998) — кримськотатарська письменниця, журналістка та громадська активістка.